# Atenágoras de Éfeso
Atenágoras de Éfeso fue un tirano de la polis de Éfeso en el siglo VI a. C.
Es conocido únicamente a través de un mención en la Suda, enciclopedia bizantina que le cita en el artículo «Hiponacte» al mismo tiempo que otro tirano de la misma época llamado Komas, diciendo que hacia el 540 a. C. expulsó de su ciudad al poeta satírico Hiponacte.
Es posible que Atenágoras fuera impuesto por el rey aqueménida Ciro II después de su conquista de región: además, se sabe que Ciro disolvió las instituciones de Cime, otra ciudad de Asia Menor, para imponer un monarca. Sin embargo, la noticia de la  Suda no lo atestigua.